# Liutgarda Saská
Liutgarda Saská (asi 845 – 17. listopad 885), byla manželka a královna východofranského krále Ludvíka III. Mladšího.
Narodila se mezi lety 840 a 850 a byla dcerou Liudolfa Saského. Za Ludvíka, který už byl zasnoubený s dcerou hraběte Adalharda, se vdala 29. listopadu 874 v Aschaffenburgu. Měli spolu dvě děti: Ludvíka (877–879) a Hildegardu (asi 879 – po 899), která se stala jeptiškou.
Po smrti prvního manžela v roce 882 se vdala za vévodu Burcharda Švábského, se kterým měla dva syny: Burcharda II, vévodu švábského (883/884 – 28. dubna 926), a Udalricha (884/885 – 30. září 885).
Liutgarda byla známá svou silnou vůlí a politickými ambicemi.